# یودای چیبا
یودای چیبا (انگلیسی: Yudai Chiba؛ زادهٔ ۹ مارس ۱۹۸۹) بازیگر اهل ژاپن است.